# عفت (مسلسل)
عفت (بالتركية: Iffet)‏ هو مسلسل تركي عُرض على قناة ستار تي في التركية ابتداء من 17 سبتمبر 2011 إلى 24 سبتمبر 2012، كما تم إعادة عرضه في مجموعة من الدول على رأسها القناة المغربية دوزيم تحت اسم «زمان لغدر» وذلك في تموز من سنة 2016 في حين انتهى العرض سنة 2017.

## القصة
تدور قصة المسلسل حول شخصية عفت (دنيز جكير)، هي فتاة شابة وجميلة أيضا، كما لها أخت صغرى تٌدعى نعمة وهي طالبة طب. تعيش عفت رفقة أسرتها في منزل صغير، وهي تعاني من الفقر المدقع. ثم فجأة تقع في حب سائق تاكسي يُدعى جميل (إبراهيم تشيليكول)، لكنها سرعان ما تتحطم بعدما سمعت عن خبر خيانة هذا الأخير لها.
في كل هذه الظروف، يقترح عليها مديرها علي إحسان الزواج بها، فتضطر لقبول هذا العرض خصوصا بعد كل المشاكل، الصعوبات والعوائق التي عانتها في الفترة الماضية، وعلى الرغم من زواجها، يلاحظ علي إحسان أن علاقة الحب لا زالت قائمة بين كل من عفت وجميل، مما يدفعه لحمل المسدس مصوبا بذلك نحو جميل، لكن ابنة علي تقفز دفاعا عن عشيقها فتصيبها الرصاصة متسببة في مقتلها، أما إحسان فقد تم اقتياده لحبل المشنقة بدعوى الهجوم على شخص والقتل العمد مع سبق الإصرار والترصد.
تزوج جميل بعفت، وحصلا على ابنة لكنهما يفقدانها في ظل حادثة سير مميتة، ليعثر عليها شخص يُدعى خليل ويحتفظ بها مربيا إياها على أساس أنه هو الوالد البيولوجي للطفلة. ست سنوات بعد ذلك، يلتقي عفت ويصبح صديقا لها، ويعلم من مصدر آخر أنها كانت قد فقدت ابنتها قبل نفس الفترة، ليقرر ترك ابنتها الحقيقية معها، لكنها _الابنة_ لم ترغب في ذلك مُعتقدة أن خليل هو والدها الحقيقي، خصوصا وأنها قضت طفولتها معه، مما يدفعه إلى الرغبة في الاحتفاظ بها، لكن الضغوط التي طبقتها عفت عليه جعلته يحاول قتلها، فجأة وصل جميل في الوقت المناسب، فنشب عراك بينهما، وفي الوقت نفسه كانت عفت قد حملت المسدس من أجل اغتيال خليل لكنها أخطأت التصويب ففارق جميل الحياة.

## بطولة
| الممثل           | الاسم الأصلي     | الدور     |
| ---------------- | ---------------- | --------- |
| دنيز جكير        | Deniz Çakır      | عفت       |
| إبراهيم تشيليكول | İbrahim Çelikkol | جميل      |
| زوهال أولجاي     | Zuhal Olcay      | ديليك     |
| مالكة جينر       | Melike Güner     | باتول     |
| ماهر جينسيراي    | Mahir Günşiray   | علي إحسان |

## عروض أخرى
| الدولة          | القناة            | تاريخ العرض    |
| --------------- | ----------------- | -------------- |
| أفغانستان       | تلفويون طلوع      | 26 مارس 2013   |
| البوسنة والهرسك | تلفويون أو بي إن  | 23 يناير 2014  |
| بلغاريا         | دييما فاميلي      | 1 يوليو 2014   |
| كرواتيا         | قناة إر تي إل     | 2015           |
| جورجيا          | روستافي 2         | 22 أكتوبر 2013 |
| اليونان         | آي إن تي 1        | 22 فبراير 2014 |
| إيران           | نيكس1 تي في       | 19 أكتوبر 2013 |
| كازاخستان       | أستانا تي في      | فبراير 2014    |
| كوسوفو          | كوهافيسيون تي في  | 30 أكتوبر 2013 |
| مقدونيا         | القناة 5          | 10 أبريل 2012  |
| باكستان         | جيو كاهاني        | 24 فبراير 2014 |
| رومانيا         | القناة دي رومانيا | 7 ماي 2013     |
| صربيا           | هابي تي في        | 10 أكتوبر 2016 |
| قبرص الشمالية   | ستار تي في        | 17 سبتمبر 2011 |
| المغرب          | دوزيم             | 5 تموز 2016    |
| تونس            | قناة نسمة         | 2020           |

## وصلات خارجية
- عفت على موقع IMDb (الإنجليزية)
- عفت على موقع كينوبويسك (الروسية)
- عفت على موقع قاعدة بيانات الفيلم (الإنجليزية)
- الموقع الرسمي